# Charilaos Perpessas
Charilaos Perpessas (griechisch Χαριλάος Περπέσσας oder Περπέσας, auch Harilaos bzw. Perpessa; * 10. Mai 1907 in Leipzig; † 19. Oktober 1995 in Sharon, Massachusetts, USA) war ein griechischer Komponist klassischer Musik. Trotz seines minimalen erhaltenen Nachlasses gilt er neben Nikos Skalkottas und Dimitri Mitropoulos als einer der bedeutendsten griechischen Symphoniker der frühen Neuen Musik in Abgrenzung zur konservativen griechischen Nationalen Schule, die das Musikschaffen in Griechenland bis nach dem Zweiten Weltkrieg bestimmte.

## Leben
Perpessas wurde als Sohn des Pelzhändlers Konstantinos Perpessas (1869–1949) und dessen Frau Agnis Moustafa (1880–1945), die beide aus Siatista stammten, in Leipzig geboren. Hier besuchte er ab Ostern 1917 das König-Albert-Gymnasium. Die Grundlagen der Komposition erarbeitete er sich als Autodidakt. Er studierte 1926–1931 Politische Wissenschaften in Berlin und nahm für eine kurze Zeit (1926–1927) an der dortigen Meisterklasse Arnold Schönbergs teil, dessen Zwölftontechnik er sich – im Gegensatz zu seinem Mitstudenten und Freund Skalkottas – jedoch nie selbst aneignete.
Nach der Machtübernahme durch die Nationalsozialisten begab sich Perpessas zunächst nach Athen, wo 1934 und 1935 einige Orchester- und Konzertkompositionen von ihm am dortigen Konservatorium, dem Athener Odion, aufgeführt wurden, unter anderem unter Dimitri Mitropoulos. Hier lernte er auch seine Frau, die Sängerin und Musikwissenschaftlerin Eleni Malafeka-Perpessa (Ελένη Μαλαφέκα-Περπέσσα) kennen. Nebenbei arbeitete er als Pianist. Während der Schlacht um Athen 1944 wurde er bei einem Fluchtversuch nach der Festnahme wegen Übertretung eines Ausgehverbots durch einen britischen Soldaten an der linken Hand verletzt, was ihm fürderhin das Klavierspiel unmöglich machte.
1948 übersiedelte Perpessas in die Vereinigten Staaten, wo er sich in verschiedenen Städten aufhielt, darunter New York City, Los Angeles, Philadelphia und Cambridge. In den USA lebte er von Stipendien und Künstlerpensionen, ohne in größerem Maße ins Licht der Öffentlichkeit zu treten. Ein wenige Dokumente umfassender Schriftwechsel zwischen Perpessas Ende der 1940er Jahre und dem mittlerweile in Kalifornien ansässigen Schönberg, den Perpessas um ein Empfehlungsschreiben bat, belegt Schönbergs Erinnerung an einen talentierten Schüler, der damals im Stil Strawinskys komponierte.

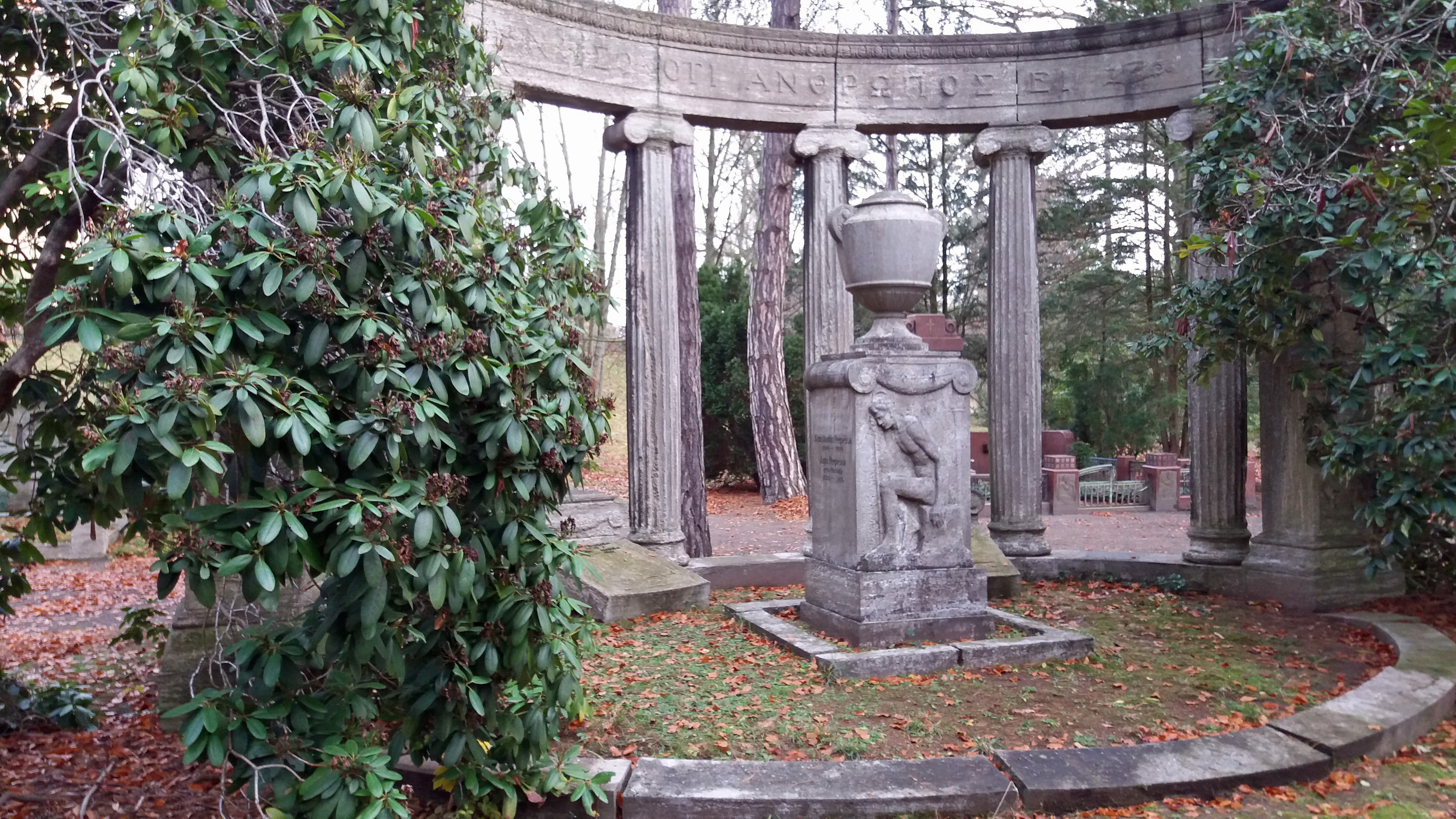
Familiengrabstätte Mustafa-Perpessas

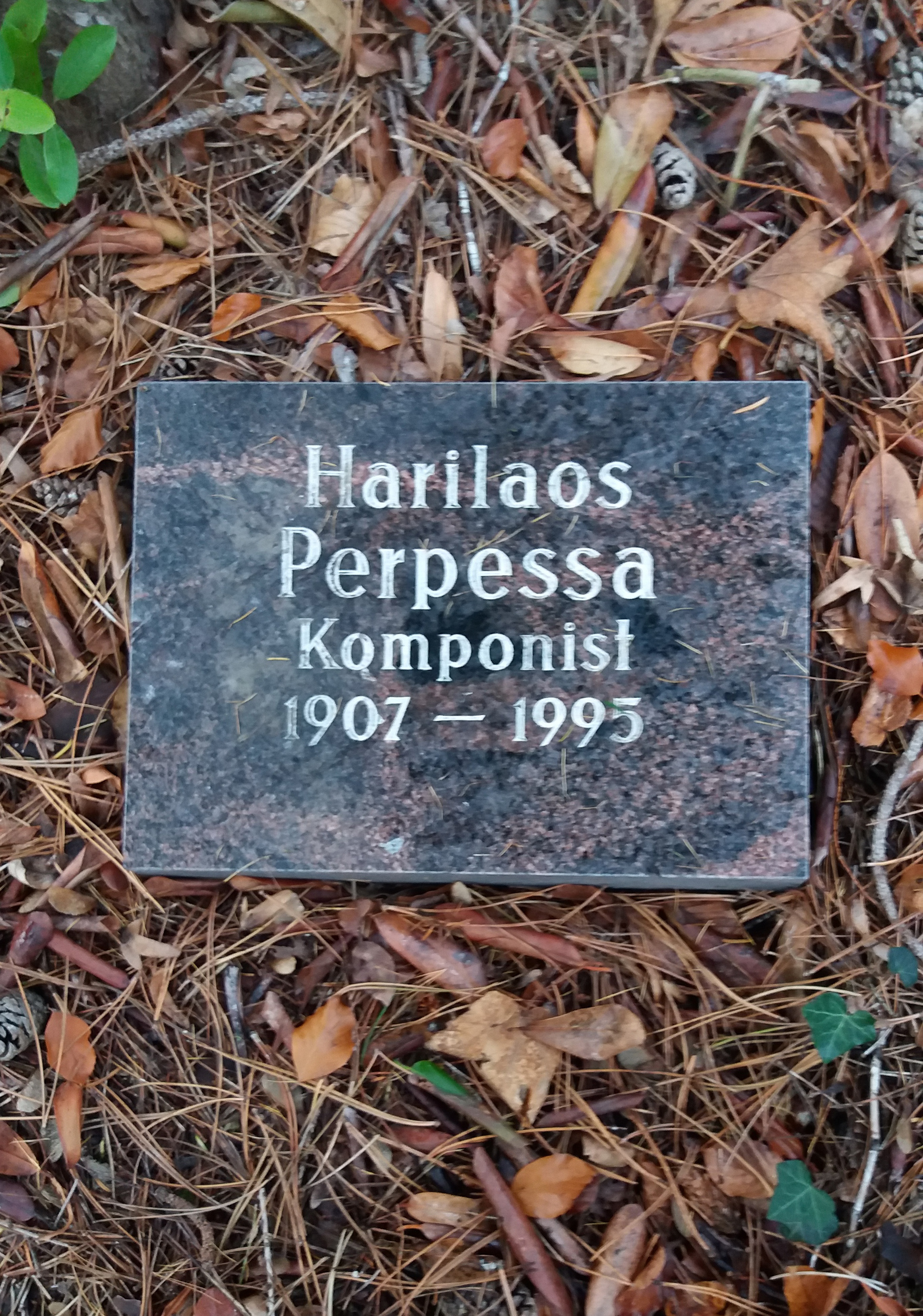
Grabstein Charilaos Perpessas

Dimitri Mitropoulos spielte mit dem New York Philharmonic Orchestra 1950 Perpessas’ 1936–37 entstandene, 1948–50 revidierte Zweite Symphonie mit dem Titel Christus, die von Wagners Schrift Religion und Kunst inspiriert war. Das Werk wurde aufgrund von Publikumsanfragen einen Monat später wiederholt und auch sechs Jahre später von Eugene Ormandy und dem Philadelphia Orchestra nachgespielt, außerdem ist ein Konzert der New Yorker Philharmoniker unter Mitropoulos mit einem Präludium und Fuge für Orchester belegt. Daneben beschäftigte sich Perpessas mit der Musik Bachs und Beethovens: Er orchestrierte Bachs Kunst der Fuge und Beethovens Streichquartett op. 127 und komponierte „Symphonische Variationen“ über Beethovens Achte.
Perpessas blieb zeit seines Lebens der Tonalität als Grundlage seiner Musik verhaftet. Einflüsse auf sein Werk werden in den Kompositionen Wagners, Strauss’, Mahlers, Debussys und Ravels gesehen. Viele der früheren Werke aus seiner Athener Zeit, aber auch der Zeit nach 1955 hat Perpessas selbst zerstört – ein beträchtlicher Teil seines Werkes ist damit verloren.
Die Urne von Charilaos Perpessas wurde 1995 in der Familiengrabstätte Mustafa-Perpessas auf dem Leipziger Südfriedhof beigesetzt. Der Liegestein wurde von Vandalen 2020 vom ursprünglichen Standort entfernt und unter einem nahegelegenen Rhododendronbusch abgelegt.
Auswahl erhaltener Werke
- Dithyrambos des Dionysos (griech. Dithyrambos tou Dionysou Διθύραμβος του Διονύσου) für Klavier und Orchester, 1934
- Symphonie Nr. 1 (1934)
- Ecce homo (griech. Ide o anthropos Ίδε ο άνθρωπος) für Orchester (1935)
- Präludium und Fuge C-Dur für Orchester (1935)
- Symphonie Nr. 2 (1936–37, Revision als Christus 1948–50)
- Symphonische Variationen über Beethovens 8. Symphonie (griech. Symfonikes parallages stin 8i Symfonia tou Betoven Συμφωνικές παραλλαγές στην 8η Συμφωνία του Μπετόβεν)